# Valentina (programari)
Valentina és un programari de disseny de patrons lliure i de codi obert. El programari pretén donar suport a patronistes i sastres i inicialment es recolzà en un treball universitari de Roman Telezhinsky i l'aplicació inkscape.

## Història
Susan Spencer va presentar el projecte del software a la Libre graphics meeting de 2010 a Brussel·les demanant el suport de la comunitat. Un any després va mostrar una prèvia del programari a la Libre graphics meeting de 2011 a Mont-real com a part del projecte Tau Meta Tau Physica.
El projecte es considera iniciat el 2013 per Roman Telezhinsky (Ucraïna) i Susan Spencer Conklin (EUA). A la segona meitat de 2017 el projecte es va dividir en dos projectes diferents. El resultat d'aquesta bifurcació comporta els projectes coneguts com: Valentina i Seamly2D. El trencament va suposar un fre per als dos projectes resultants.

## Característiques
- Multiplataforma, disponible per a Windows, MacOs i diverses distribucions de Linux.
- Suport a més de 50 sistemes de fabricació de patrons, alguns de segles passats.[7]
- El resultat final es pot exportar com a fitxer de mapa de bits PNG, com a fitxer vectorial SVG,[2] o com OBJ podent treballar dins de MakeHuman o Blender.[6]
- El patró resultant es pot imprimir en plòter o impressora A4.[8]